# Museologie
Museologie (auch „Museumswissenschaft“ oder „Museumskunde“ genannt) „umfasst die Beschreibung, Klassifizierung und Erklärung sämtlicher für das Musealphänomen maßgebenden theoretischen Grundlagen und praktischen Verfahren, Methoden, Techniken und Hilfsmittel. Da das Arbeitsfeld der Museologie wie das anderer Grunddisziplinen umfassend ist, bedient sie sich auch einer Vielzahl von Methoden. Zu ihnen gehören vor allem Beobachtung, Befragung, Erhebung, Messung, Deutung, Ableitung, Vergleich, Schlussfolgerung, Verallgemeinerung und Erklärung.“
Die Begriffsableitung „Museologe“ bezeichnet zum einen Angehörige dieser Wissenschaft, das sind diejenigen, die sich theoretisch und auf der wissenschaftlichen Basis der Museologie mit Musealität (s. u.) und Museum an Universitäten oder Fachhochschulen beschäftigen, zum anderen diejenigen Personen, die nach entsprechender wissenschaftlicher Ausbildung museologische Ansätze in die Museumspraxis einbringen. Das bedeutet, dass nicht automatisch alle an Museen beschäftigten (Fach-)Wissenschaftler Museologen sind.

## Geschichte
Die erste Quellenschrift zur Museumstheorie und Museumskunde Inscriptiones vel Tituli Theatri Amplissimi stammt von Samuel Quiccheberg (1529–1567). Er wird deshalb auch als „Vater der Museologie“ bezeichnet. In diesem Traktat wird ein Konzept für ein ideales Museum („Theatrum“) beschrieben.
Ein weiterer wichtiger Mitbegründer der Museologie war Johann Daniel Major (1634–1693). Er schrieb beispielsweise das Werk Unvorgreiffliches Bedenken von Kunst und Naturalienkammern insgemein und führte den Terminus Tactica Conclavium ein. Dies bezeichnet die Wissenschaft, wie Kunst- und Naturalienkammern, die Vorläufer der modernen Museen, eingerichtet werden sollen.
Kaspar Friedrich Jencquel (1679–1729) schuf mit seiner Publikation Museographia oder Anleitung zum rechten Begriff und nützlicher Anlegung der Museorum oder der Raritätenkammern, ein grundlegendes Werk der Museologie der damaligen Zeit. Louis-Sébastien Mercier stellt 1771 in L'An 2440, rêve s'il en fut jamais am Vorabend der Französischen Revolution die Ordnungskonzepte der zentralisierten Museen Frankreichs dar (Louvre).
Im Jahr 1839 wurde der Begriff Museologie erstmals von Georg Rathgeber (1800–1875) verwendet, der damit eine wissenschaftliche Museums- bzw. Sammlungsbeschreibung bezeichnete. In bewusster Distanzierung hierzu nannte Karl Koetschau seine ab 1905 erscheinende, stark praxisorientierte Fachzeitschrift Museumskunde. Erst nach dem Zweiten Weltkrieg wurde das Musealphänomen umfassend wissenschaftlich reflektiert und nicht mehr als Institutionengeschichte, sondern als Ideengeschichte aufgefasst. Wichtige Impulse hierfür gingen von dem 1946 gegründeten International Council of Museums (ICOM) aus.
In Köthen (Sachsen-Anhalt) wurde am 1. September 1954 eine Fachschule für Museumsassistenten gegründet, die in den folgenden Jahrzehnten mehrere Namensänderungen und Standortwechsel durchlief. Bereits 1956 wurde sie in das Schloss Neu-Augustusburg in Weißenfels verlegt und 1957 in Fachschule für Heimatmuseen umbenannt. 1966 erfolgte eine erneute Umbenennung in Fachschule für Museologen und ihr Umzug nach Leipzig. Die Fachschule war lange Zeit die einzige Ausbildungsstätte für Museologen in Europa und spielte eine entscheidende Rolle in der Ausbildung von Museologen in der DDR. Sie bot eine praxisnahe Ausbildung, die Fachwissenschaft, Museologie und Didaktik verband. Trotz hoher Qualität der Ausbildung blieb ihr der Status einer Fachhochschule zu DDR-Zeiten verwehrt. Nach 1990 wurde sie als Institut für Museologie weitergeführt und schließlich in die neu errichtete Hochschule für Technik, Wirtschaft und Kultur Leipzig integriert.
Um die Abgrenzung von der praxisorientierten Museografie und Museumskunde und zugleich für die wissenschaftliche Legitimierung der Museologie haben sich ab den 1960ern u. a. Zbyněk Stránský (1926–2016) und Peter van Mensch verdient gemacht. Fortgeführt und ausgeweitet wurden diese Arbeiten im deutschsprachigen Raum u. a. durch Friedrich Waidacher, dessen Handbuch für Allgemeine Museologie als eines der Standardwerke für die moderne Museologie gilt, und des Weiteren durch Guido Fackler, der ein umfassendes museologisches Studienangebot vom Bachelor bis zur Promotion an einer deutschen Universität, der Julius-Maximilians-Universität Würzburg, etablierte.

## Musealität
Als ureigener Forschungsgegenstand der theoretischen Museologie gilt weniger das Museum, sondern vielmehr die „Musealität“. Unter Musealität wird je nach Ansatz verstanden:
- „eine spezifisch erkennende und wertende Beziehung des Menschen zur Wirklichkeit“[10] Dies ist gleichbedeutend mit der Annahme einer anthropologischen Konstante, dass der Mensch Dinge als Zeugnisse bestimmter Sachverhalte auswählt, aufbewahrt und der Gesellschaft vermittelt. Im Lauf der Geschichte äußert sich diese Konstante in unterschiedlichen Formen, zuletzt im Phänomen „Museum“.
- die einem Objekt durch Aufnahme in eine museale Sammlung zugewiesene Qualität als Erinnerungsträger
- die Eigenschaft von einem gegenständlichen „Kulturerbe“, in einer Realität eine andere zu dokumentieren.

Es wird deutlich, dass sich diese drei Ansätze grundsätzlich nicht ausschließen, sondern ergänzen.
Aufgabe der angewandten Museologie ist es, die Musealität vor dem Hintergrund eines bereits existierenden oder zu schaffenden Sammlungskonzepts zu erkennen, herauszuarbeiten und zu vermitteln (siehe auch Museumspädagogik). Dies kann entweder im verdichteten Medienverbund einer Ausstellung mehrerer Objekte, am einzelnen Objekt oder mittels sekundärer Medien (Publikation, Film, Audio, Internet …) erfolgen. Museologie ist nicht zu verwechseln mit praktischer Museumskunde, die sich z. B. Fragen der Bestandserhaltung, Konservierung, der Dokumentation und Inventarisierung, des Leihverkehrs und der Vermittlung (Museumspädagogik) widmet.

## Sammlung, Sammlungsstrategien, Inventarisierung
Eine der vorrangigen Aufgaben von praktisch tätigen Museologen ist es, in Abstimmung mit den Fachwissenschaftlern, Restauratoren und benachbarten Institutionen, Strategien für die Sammlungstätigkeit des jeweiligen Museums zu entwickeln. Es ist anhand eines konkreten Sammlungskonzepts zu entscheiden, ob und nach welchen Kriterien ein Objekt in die Sammlung des Museums aufgenommen werden soll. So können Objekte als Repräsentanten einer bestimmten Zeit, einer bestimmten Region oder einer Entwicklungsreihe gesammelt werden. Weitere Sammlungskriterien sind Einzigartigkeit, Seltenheit, Häufigkeit, materielle Beschaffenheit und Wert.
Nach dem formal-juristischen Akt der Registrierung im Eingangsbuch erfolgt meist zeitversetzt die Inventarisierung, in der alle relevanten wissenschaftlich recherchierten Daten zum Objekt erfasst und mit verwaltungstechnischen Angaben (z. B. Aufbewahrungsort, Ausleihdaten) versehen werden. Im besten Fall ist die dabei erfasste Datenmenge weitaus größer als die in Ausstellungskatalogen abgedruckten Inhalte.

## Ordnungsprinzipien
Ein Museum ist ein Raum zur Aufnahme von Gegenständen, ein Kulturbehälter, der einer begehbaren inneren Ordnung bedarf, wobei die räumliche Anordnung nicht notwendigerweise die Systematik der jeweiligen Bezugswissenschaft abbilden muss. Bei näherer Betrachtung zeigt sich nämlich, dass dies zum einen nur bei wenigen Wissenschaften möglich ist, zum anderen Präsentationen, welche die Systematik zum alleinigen Ausgangspunkt haben, kaum besucherfreundlich sind.
Die Museumswissenschaft befasst sich seit Johann Daniel Major als Ordnungswissenschaft mit der systematischen oder didaktischen räumlichen Anordnung musealer Gegenstände im architektonischen Raum des Museums. Grundlage sind Ordnungskonzepte, die den einzelnen Gegenstand in den Sinnzusammenhang des zeitlichen, räumlichen, materiellen oder qualitativen Ordnungsgefüges einbetten. Dadurch werden Epochen und großräumige und globale Zusammenhänge zu überschaubaren Präsentationen exemplarischer Gegenstände reduziert. Die Gliederung nach Epochen oder Periodisierungen erlaubt eine synchronistische Geschichtsdarstellung.
Hieraus ergibt sich auch die Differenzierung von Dauerausstellung und Ausstellung auf Zeit sowie die Trennung von Ausstellungshalle, Schausammlung und Studiensammlung und Magazin. Andererseits bedingt die Präsentation der Gegenstände deren Bewachung, Erhalt und Konservierung, Beschriftung und Beleuchtung sowie verschiedene Techniken der Veranschaulichung und Vermittlung.
Die räumliche Ordnung kann
- zeitliche Abfolgen wiedergeben (Antike – Mittelalter – Neuzeit – Moderne) und dadurch Entwicklungen sichtbar machen, wie auch naturhistorische Museen Entwicklungslinien durch entsprechende Anordnungen der Sammlungsbestände nachvollziehbar machen (siehe: Phylogenese).
- Materialklassen zusammenfassen, und so die Entwicklung besonderer Technologien zeigen, wie dies in den Glas-, Keramik- und Porzellan-Abteilungen von Kunstgewerbemuseen und Technikmuseen, Waffen- und Instrumentensammlungen geschieht. Daher ist auch die Numismatik auch eine Museumswissenschaft.
- Kontinente und Länder in ihren Entwicklungen zusammenfassen, wie es Abteilungen für Europäische Kunst oder Präkolumbische Kultur, für Italienische Malerei oder Holländische Kunst in den kunst- und kulturgeschichtlichen Museen leisten und Volkskunde- und Freilichtmuseen durch topografische Ordnung.
- qualitative Ordnungen, z. B. nach künstlerischen Schulen durch eine Anordnung nach den Hauptmeistern und ihrer Werkstattwirkungen, eine Anordnung, der viele Gemälde- und Graphiksammlungen folgen. Andere qualitative Ordnungen unterscheiden zwischen Monumentalwerken und Kleinkunst, zwischen Hochkunst und Alltagsgegenstand, Medien vom Werbemittel über das Plakat bis zur Zeitung, Technologien vom Handwerk bis zur Großindustrie.
- thematische Ordnungen versuchen aus Einzelgegenständen besondere historische Ambiente, historische Ereignisse und Produktionsprozesse entweder mit Originalen oder durch Rekonstruktionen und Modelle zusammenzustellen. Diese Ordnungsgefüge sind gleichermaßen in naturhistorischen wie in technischen Museen anzutreffen.
- schließlich ist die Museologie als Ordnungswissenschaft Grundlage für die Herausbildung von Museumsabteilungen und Spezialmuseen sowie der Differenzierung von Schausammlung und Studiensammlung.

## Historische Museologie, Museologie der Museumstypen und Museumsforschung
Die Historische Museologie umfasst die Geschichte des Sammelns dinglicher Natur- und Kulturzeugnisse, der Museumsgebäude und die Wissenschaftsgeschichte der Museologie; enger gefasst, bearbeitet sie die Entstehung und Entwicklung der Institution Museum und deren gesellschaftliche Kontexte. Ein Sonderforschungsgebiet ist die Museologie einzelner Museumstypen (z. B. Kunstmuseen, technische Museen).
Die Museumsforschung analysiert – u. a. statistisch – Museen, ihre Ausstattung und Besuchszahlen, aber auch die Eigenschaften von Besuchern und Nichtbesuchern.

## Vereinigungen, Forschung und Lehre
Die zentrale Forschungs- und Dokumentationsstelle für Museumsforschung in Deutschland ist das Institut für Museumsforschung in Berlin. Im deutschsprachigen Raum werden Studiengänge zur Museologie u. a. an folgenden Hochschulen angeboten:
- Studiengänge „Museologie und materielle Kultur“ (B.A.),[11] „Museumswissenschaft/Museum Studies“ (M.A.),[12] „Museum und alte Kulturen/Museum and Ancient Cultures“ (M.A.),[13] „Sammlungen - Provenienz - Kulturelles Erbe“ (M.A.)[14] und „Museumswissenschaft/Museum Studies“ (Promotion)[15] an der Julius-Maximilians-Universität Würzburg
- Studiengang „Museumskunde“ (ab WS 2020/21 „Museologie“) (B.A.)[16] und „Museumsmanagement und -kommunikation“ (M.A.)[17] an der HTW Berlin
- Studienprofil „Artistic Museum Studies (Künstlerische Museumsgestaltung)“ im postgradualen Masterstudiengang „Art in Context“ an der Universität der Künste Berlin[18]
- Studiengang „Museologie“ (B.A.)[19] und „Museumspädagogik/Bildung und Vermittlung im Museum“ (Berufsbegleitender Master)[20] an der HTWK Leipzig
- Interdisziplinärer Studiengang „Museum und Ausstellung“ (M.A.) an der Carl von Ossietzky Universität Oldenburg[21]
- Studiengang für „Kunstgeschichte und Museologie“ (M.A.) an der Ruprecht-Karls-Universität Heidelberg[22]
- Master-Profilstudiengang „Museum & Sammlungen“ des Museum der Universität Tübingen MUT unter Beteiligung von sechs geistes- und kulturwissenschaftlichen Fächern an der Eberhard Karls Universität Tübingen
- Studiengänge „Exhibition Development (Ausstellungsdesign und -management)“ (M.A.)[23] und „Digitales Sammlungsmanagement“ (MA)[24] an der Donau-Universität Krems
- Studiengang für „Ausstellungstheorie und -praxis“ (M.A.) an der Universität für angewandte Kunst Wien[25]
- Master in Art Education mit Schwerpunkt „ausstellen und vermitteln“ an der Zürcher Hochschule der Künste[26]
- Certificate of Advanced Studies Museumsarbeit an der HTW Chur[27]
- Certificate of Advanced Studies, Diploma of Advanced Studies im Rahmen der Wissenschaftlichen Weiterbildung „museOn | weiterbildung & netzwerk“ an der Universität Freiburg.

In Großbritannien, Kanada und den USA gibt es Museum Studies an etwa 54 Universitäten.
Die zentrale internationale Organisation ist der International Council of Museums (ICOM). Die inhaltliche Arbeit von ICOM findet wesentlich in den 30 international organisierten Komitees statt. Eines dieser Komitees ist die ICOFOM, die sich den speziellen Bedürfnissen und Aufgabenstellungen der Museologen widmet. In Deutschland sind ICOM Deutschland, das deutsche Nationalkomitee der ICOM, und der Deutsche Museumsbund die wichtigsten Organisationen. In Österreich sind es ICOM Österreich und der Museumsbund Österreich.
In der Schweiz gibt es den Berufsverband der Museologinnen und Museologen Schweiz sowie den Verband der Museen der Schweiz.
In Deutschland gibt es den Berufsverband der deutschen Registrare, registrars deutschland e. V.
Von Österreich aus plant die Museumsakademie Joanneum jährlich 10–15 Tagungen, Workshops und Exkursionen für Museumsschaffende im deutschsprachigen Raum. Die Museumsakademie ist eine Einrichtung des Universalmuseum Joanneum, betreibt die größte museologische Bibliothek Österreichs sowie ein In-Residence-Programm und gibt im transcript-Verlag die Reihe edition museumsakademie joanneum heraus.